# Orlando Vaz Filho
Orlando de Oliveira Vaz Filho (Belo Horizonte, 29 de agosto de 1935 - Belo Horizonte, 8 de dezembro de 2023) foi escritor, advogado e político brasileiro do estado de Minas Gerais.

## Biografia
Bacharel em Direito pela Faculdade de Direito da Universidade Federal de Minas Gerais, atuou como suplente de deputado estadual na 5ª legislatura (1963 - 1967) da Assembleia Legislativa de Minas Gerais. Também disputou uma eleição para a Prefeitura de Belo Horizonte, tendo sido derrotado.
Foi Secretário Municipal de Educação de Belo Horizonte e ocupou a cadeira número 34 da Academia Mineira de Letras.